# Bracca
Bracca – miejscowość i gmina we Włoszech, w regionie Lombardia, w prowincji Bergamo.
Według danych na styczeń 2009 gminę zamieszkiwało 748 osób przy gęstości zaludnienia 135,3 os./1 km².